# Spaniel de Sussex
L' spaniel de Sussex és una raça de gos de caça de mostra i cobrament. Ben ensenyat pot ser un bon gos de companyia.

## Història i origen
El spaniel de Sussex va ser reconegut des del segle xviii, ja que es tenien pocs exemplars per a la cria. Es va creuar amb altres varietats per a evitar l'endogàmia. Va ser criat des de fa 150 anys com gos de cobrament. La raça gairebé es va extingir durant la Segona Guerra Mundial, però es va tornar a criar.

## Descripció
Cap gran i arrodonit entre les orelles; ulls color avellana de suau expressió; orelles bastant llargues i gruixudes; pit profund i ben desenvolupat; cua baixa que mai duu per sobre del nivell de la seva esquena. El pelatge és abundant i llis; àmplia capa externa resistent a adversitats meteorològiques. Color daurat de to color fetge, tornant-se daurat en les puntes; el color fetge fosc o castanyer vermellós no és el desitjat per als gossos d'exhibicions. Té una alçada de 38 a 41 cm i un pes aproximatiu dels 23 kg.
Era de costum d'amputar la cua fins a 13-18 cm de longitud.

## Temperament
Enèrgic, viu i audaç, és molt actiu en les accions que realitza. És amigable i afectuós i resulta fàcil d'educar. Fidel per naturalesa i bo amb el seu amo. És un gos tossut al qual cal un ensinistrament dedicat, amb un xic de mà dura.